# Біллі Бойд (хокеїст)
Вільям Джордж Бойд (англ. William George "Bill" Boyd; 15 травня 1898, Бельвіль — 17 листопада 1940, Острів Принца Едварда) — канадський хокеїст, що грав на позиції крайнього нападника.
Володар Кубка Стенлі.

## Ігрова кар'єра
Професійну хокейну кар'єру розпочав 1926 року.
Протягом професійної клубної ігрової кар'єри, що тривала 5 років, захищав кольори команд «Нью-Йорк Рейнджерс» та «Нью-Йорк Амеріканс».
Усього провів 133 матчі в НХЛ, включаючи 10 ігор плей-оф Кубка Стенлі.
У 1928 році, граючи за команду «Нью-Йорк Рейнджерс», став володарем Кубка Стенлі.